# Alsom
Alsom (알섬, ou Al-Som « l'île des œufs ») est une île de la mer du Japon située près de la côte de la Corée du Nord, à 8 km au sud-est d'Uam, ville de Rason. Pleine de rochers et de falaise, elle est peuplée de milliers d'oiseaux et a été classée en tant que réserve d'avifaune marine. C'est un lieu de nidification, d'hivernage mais aussi de passage pour les oiseaux migrateurs qui longent la côte du Pacifique.
Le principal oiseau nicheur est la mouette à queue noire, accompagné par la sarcelle, le goéland cendré et le canard de mer à pattes rouges.

## Webographie
- Kim Kyongsun, « La réserve d’avifaune marine d’Alsom à Rason », Corée d'aujourd'hui, juin 2010.